# Vizsoly
Vizsoly község Borsod-Abaúj-Zemplén vármegye Gönci járásában. Történelmi jelentőségét elsősorban arról nyerte, hogy itt nyomtatták ki 1590-ben az első teljes magyar nyelvű Bibliát, Károlyi Gáspár vezetésével. A vizsolyi református templomban ma is megtekinthető egy eredeti példány ebből a Bibliából. A falu festői környezetben, a Zempléni-hegység közelében fekszik.

## Fekvése
A Hernád völgyében fekszik, a folyó bal parti oldalán, a megyeszékhely Miskolctól közúton mintegy 55 kilométerre északkeletre.

### Megközelítése
Közúton három irányból közelíthető meg: Abaújszántó és Gönc felől a 3713-as, Novajidrány felől pedig a 3724-es úton; határszélét délkeleten érinti még a 3715-ös út is. Az ország távolabbi részei felől a 3-as főúton közelíthető meg a legegyszerűbben, novajidrányi letéréssel.
A hazai vasútvonalak közül a Szerencs–Hidasnémeti-vasútvonal érinti, melynek egy, Korláttal közös megállási pontja van itt. Korlát-Vizsoly megállóhely a település déli határszéle közelében helyezkedik el, közúti elérését a 3715-ös útból kiágazó 37 306-os számú mellékút teszi lehetővé.

## Története
A környék az őskor óta lakott. A település a Hernád völgyében levő királynéi német telepesek ispánságának székhelye volt. 1215-ben Vislu néven említik először. Neve a német Visili személynévből származhat. A középkorban nagyobb jelentőségre tett szert, annak köszönhetően, hogy közel feküdt a Kassa, Lengyelország és Oroszország felé vezető úthoz.
1300 körül Amadé nádor törvénykező helye lett, 1322-től pedig Drugeth Vilmos nádor és bírája Perényi Miklós is itt ítélkezett az alája tartozó hét vármegye ügyeiben, és itt vívták meg a perdöntő gyalog- és lovaspárbajokat is, és olykor itt tartották a megyegyűléseket is.
A legnevezetesebb esemény, ami a községhez kapcsolódik, Károlyi Gáspár magyar nyelvű teljes bibliafordításának kinyomtatása a vizsolyi nyomdában 1590-ben. Károlyi Gáspár Göncön volt tiszteletes és munkatársakkal dolgozott a Biblia fordításán.
A falu birtokosai ekkor ecsedi Báthori István szatmári és szabolcsi főispán, később országbíró, és felesége Homonnay Drugeth Fruzsina (Euphrosina) voltak, akik Mantskovits Bálint könyvnyomtató segítségével 1588-ban itt Vizsolyban alapították meg Magyarország egyik legrégibb könyvnyomdáját, abból a célból, hogy abban a Károlyi Gáspár gönci prédikátortól fordított bibliát nyomtassák. Ez idő tájt itt Göncön volt tanuló Szenczi Molnár Albert is, aki gyakran hordozta Károlyitól a nyomdába és onnan vissza a kéziratokat és korrektúrákat.
Volt korábbi magyar nyelvű bibliafordítás is, a huszita Biblia néven ismert, amelyből három kódexben maradtak fenn részletek, a többi azonban az üldöztetések során elveszett. (Pedig nyelvünk régebbi állapotát mutatta.) A község temploma is nemzeti kincs. Már a 12. században megépült az Árpád-kori szentély és hajó, amit aztán később kibővítettek. Freskók maradtak meg benne a 13. századból. Egyik értékes freskója a Szent László-legendát mutatja be.

## Közélete

### Polgármesterei
| Időszak   | Polgármester               | Párt        |
| --------- | -------------------------- | ----------- |
| 1990–1994 | Cziáki Ferenc              | független   |
| 1994–1998 | Dr. Hornok Ince József     | független   |
| 1998–2002 | Ifj. Sváb József           | független   |
| 2002–2006 | Bihi Miklós                | független   |
| 2006–2010 | Bihi Miklós                | független   |
| 2010–2014 | Bihi Miklós                | független   |
| 2014–2019 | Bihi Miklós                | független   |
| 2019–2022 | Dr. Palotás András Levente | Fidesz-KDNP |
| 2022–2024 | Dr. Szegedi Szabolcs       | független   |
| 2024–     | Dr. Szegedi Szabolcs       | független   |

A településen 2020. november 29-én időközi polgármester-választást (és képviselő-testületi választást) kellett volna tartani, a 2019-ben megválasztott képviselő-testület augusztus 27-i önfeloszlatása miatt; a koronavírus világjárvány miatt azonban az időközi választást csak másfél évvel később, 2022. május 8-án lehetett megtartani. A képviselő-testület önfeloszlatásának az volt az oka, hogy dr. Palotás András Levente polgármester feljelentést tett az előző 17 év alatt felhalmozódott 177 millió forintos költségvetési hiány miatt (a feloszlást kimondó képviselő-testület tagjai, az új polgármestert kivéve mind képviselők voltak az előző ciklusban is, amikor ez a jelentős deficit kialakult). A feljelentést követően a volt polgármester, Bihi Miklós hirtelen elhalálozott. Közben dr. Palotás András Levente polgármestersége alatt EU-s pályázatokon elnyert nagy összegű támogatások hatására a falu költségvetési helyzete rendeződött.
Különös érdekessége volt a 2022-es időközi választásnak, hogy az azt megelőző rövid időszakban a falu választópolgárainak a száma közel 25%-kal megnőtt: az április 3-i országgyűlési választáskor a település választópolgárainak száma 599 volt, mely közel azonos az előző évek hasonló adataival, azonban ez az érték alig több mint egy hónap alatt 738-ra ugrott. A választáson a hivatalban lévő településvezető is elindult, de alulmaradt egyetlen kihívójával szemben (a furcsa lakosságszám-növekedés az eredményt érdemben nem befolyásolta).

## Népessége
A település népességének változása:
| Lakosok száma | 867  | 858  | 830  | 795  | 884  | 921  | 880  |
|               | 2013 | 2014 | 2015 | 2021 | 2022 | 2023 | 2024 |

2001-ben a település lakosságának 80%-a magyar, 20%-a cigány nemzetiségűnek vallotta magát.
A 2011-es népszámlálás során a lakosok 99,3%-a magyarnak, 32,6% cigánynak, 0,2% németnek, 0,3% ruszinnak, 0,6% szlováknak mondta magát (0,3% nem nyilatkozott; a kettős identitások miatt a végösszeg nagyobb lehet 100%-nál). A vallási megoszlás a következő volt: római katolikus 76,9%, református 12,3%, görögkatolikus 3,9%, felekezeten kívüli 1,2% (4,7% nem válaszolt).
2022-ben a lakosság 90,6%-a vallotta magát magyarnak, 38,8% cigánynak, 2,6% szlováknak, 0,2% németnek, 0,1-0,1% horvátnak, görögnek, örménynek, románnak, ruszinnak, ukránnak és szlovénnek, 0,5% egyéb, nem hazai nemzetiségűnek (7,1% nem nyilatkozott; a kettős identitások miatt a végösszeg nagyobb lehet 100%-nál). Vallásuk szerint 61,5% volt római katolikus, 10,4% református, 2,4% görög katolikus, 1,5% egyéb katolikus, 0,5% egyéb keresztény, 4,4% felekezeten kívüli (19,3% nem válaszolt).

## Látnivalói

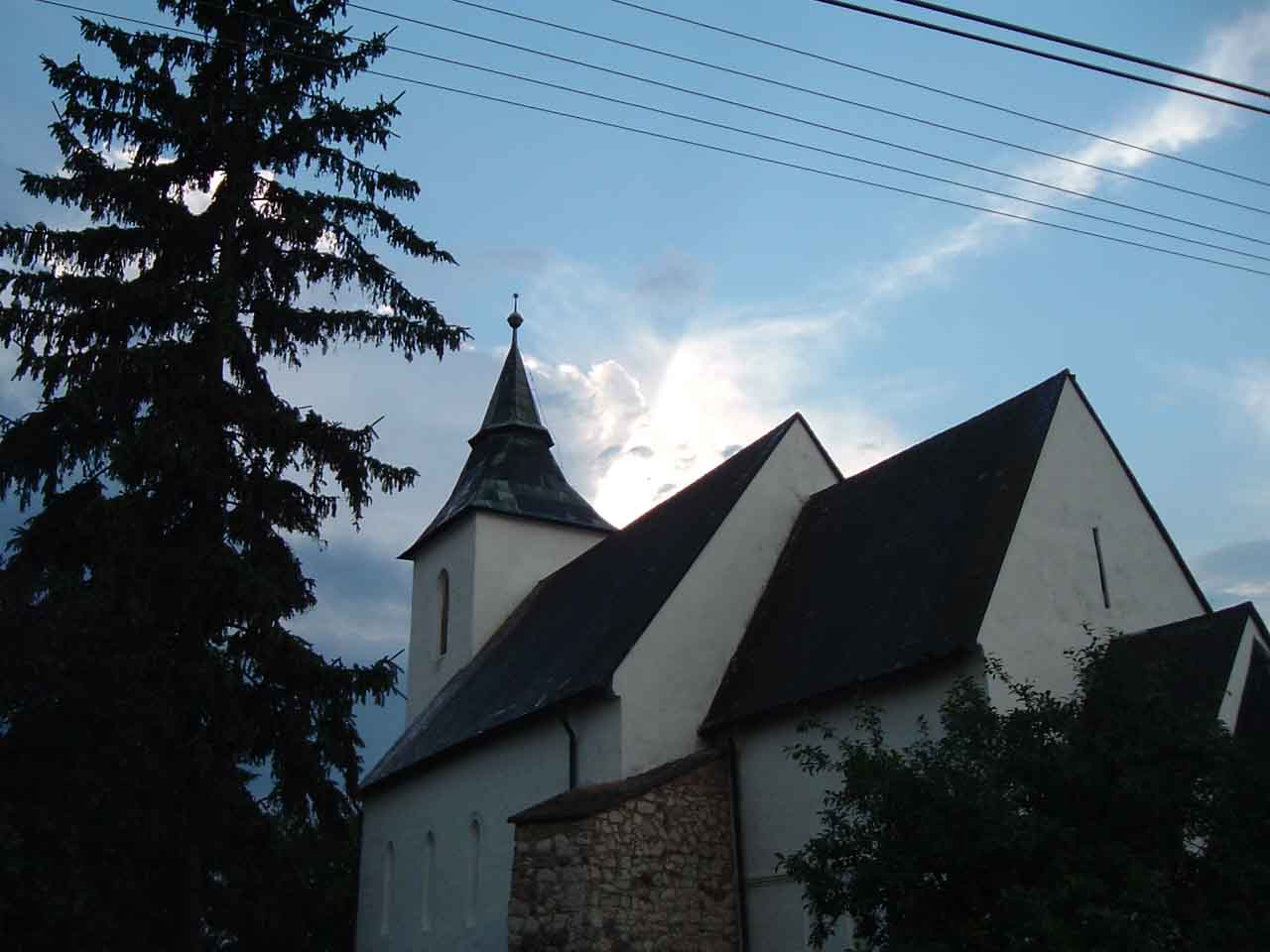
A református templom

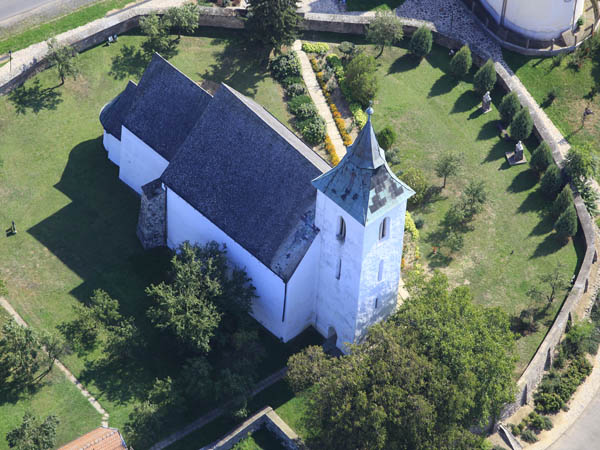
A vizsolyi református templom légi felvételen

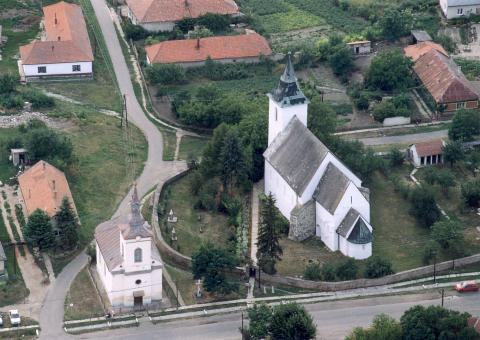
A református templom légifotón

- Református temploma a 13. századi román szentélyhez épült a 16. században, korabeli freskókkal. A falfestmények egyik csoportja a Szent László legendát örökíti meg. Kerítőfal övezi, mely egykor erődítésként szolgált.
- A falu római katolikus temploma 1799-ben épült.
- A „Vizsolyi biblia”, a legrégebbi, teljes magyar Biblia-fordítás itt készült.
- Nyomdatörténeti kiállítás a (kőfallal körülvett) vizsolyi református templom kertjén belül található, Mantskovit Bálint Nyomdatörténeti Múzeumban. A templomkerten belül található még a Bibliás Könyvesház, melynek festett kazettás mennyezetét Gaál János Népművészet Mestere díjas restaurátor készítette. Ebben az épületben lehet megvásárolni a belépőt a Vizsolyi Biblia, a templom és a múzeum megtekintéséhez.
- Mézmúzeum.
- A vizsolyi kőfejtő a Vizsoly déli kivezető útja mellett található. A már nem működő, de nagyon szépen gondozott kőfejtő jelzi, hogy az itt lakók évszázadokon keresztül sok házat építettek fel az itt bányászott riolit tufából. Ez a könnyen faragható, puha kőzet rendkívül jó hőszigetelő is, amelynek kedvező tulajdonságát használták ki a jellegzetes népi építészeti megoldásoknál.

## Híres emberek
- Bodnár Pál (1938-2010) közgazdász, az MTA doktora itt született